# Foy Property Provincial Park
Foy Property Provincial Park är en park i Kanada.   Den ligger i provinsen Ontario, i den sydöstra delen av landet, 140 km väster om huvudstaden Ottawa. Foy Property Provincial Park ligger 270 meter över havet. Den ligger vid sjön Round Lake.
Terrängen runt Foy Property Provincial Park är lite kuperad. Runt Foy Property Provincial Park är det mycket glesbefolkat, med 4 invånare per kvadratkilometer.. 
I omgivningarna runt Foy Property Provincial Park växer i huvudsak blandskog.